# 本間解体工業
株式会社本間解体工業（ほんまかいたいこうぎょう）は、北海道札幌市に本社を置く総合解体工事会社。

## 概要
一般住宅、大型ガスタンク、マンションなどの解体を手掛ける。
大型案件の実績もあり、2006年には光塩学園の旧館（地下1階・地上4階）解体を担当した。この現場では東北以北では初めてとなる100t級の超大型解体機SK950LCDをコベルコ建機から導入している。同年には静穏性と速度を両立させた大型圧砕機をコベルコ建機と共同開発、札幌市中央卸売市場の現場で活用した。導入した大型機を活用し2007年には北洋大通ビル（旧北海道拓殖銀行本店、地下2階・地上7階）も手がけている。道外に支店及び営業拠点は構えていないが事業エリアそのものは道外にも拡大している。